# 팅그

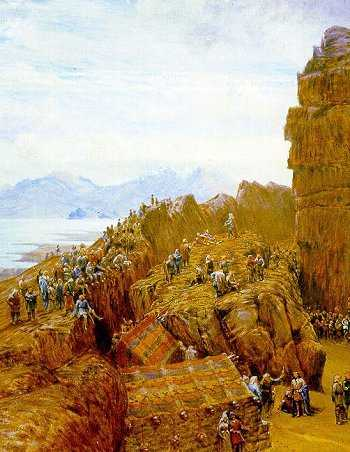
아이슬란드 자유국의 알팅그.

팅그(고대 노르드어, 고대 영어, 아이슬란드어: þing, 독일어, 네덜란드어: ding, 영어: thing)는 게르만 사회의 평의집단으로, 공동체의 자유민들로 이루어진 일종의 입법부이다. 팅그가 이루어지는 장소를 팅그스티드(thingstead)라고 했다.

## 같이 보기
- 세계 공의회
- 란츠게마인데
- 법제사
- 의원내각제
- 교회회의
- 베체